# 유럽 고속도로 673호선
유럽 고속도로 673호선(European Route E673)은 루마니아의 루고지에서 데바까지 이르는 B-클래스급 고속도로로 총 연장은 103 km이다.

## 경로
- 루마니아
  -  국도 제68A호선(루마니아어판) : 루고지 (E70) - 일리아(루마니아어판) (E68, 데바 방면으로 진입할 경우 E79)